# Stefan Barz
Stefan Barz (* 13. September 1975 in Köln) ist ein deutscher Schriftsteller. Er schreibt vor allem Kriminalromane und Kurzgeschichten.

## Leben
Barz wuchs in Kommern auf, machte in Bad Münstereifel sein Abitur, studierte in Bonn Germanistik und Philosophie und wurde dann Lehrer. Journalistische Tätigkeiten bei Lokalzeitungen während seines Studiums brachten ihn zum Schreiben. Seine Kurzgeschichte Erbsünde wurde für den Agatha-Christie-Krimipreis 2014 nominiert. Sein erster Roman, Schandpfahl, erhielt 2014 den Jacques-Berndorf-Preis.
Barz ist Mitglied der Autorengruppe SYNDIKAT. Er lebt heute in Wuppertal.

## Veröffentlichungen (Auswahl)

### Reihe Jan Grimberg
- Schandpfahl. KBV, Hillesheim 2014, ISBN 978-3-95441-188-7.
- Nimmerwiedersehen. KBV, Hillesheim 2017, ISBN 978-3-95441-364-5.
- Spiel des Bösen. KBV, Hillesheim 2019, ISBN 978-3-95441-461-1.

### Einzeltitel
- Die Schreie am Rande der Stadt. KBV, Hillesheim 2021, ISBN 978-3-95441-585-4.
- Der Heiler von Solingen. KBV, Hillesheim 2024, ISBN 978-3-95441-703-2.